# Hawaiian Paradise Park
Hawaiian Paradise Park è un census-designated place (CDP) degli Stati Uniti d'America, situato nello stato delle Hawaii, nella contea di Hawaii.